# Đảo Busing
Đảo Busing là một hòn đảo nằm ở ngoài khơi bờ biển phía tây nam của Singapore, phía bắc của đảo Hantu và nằm về phía tây của đảo Bukom. Hòn đảo này là thuộc sở hữu của Tập đoàn JTC.